# Popeye & Bluto's Bilge-Rat Barges
Popeye & Bluto's Bilge-Rat Barges is een rapid river in het Amerikaanse attractiepark Islands of Adventure in het themagebied Toon Lagoon. De rapid river opende 28 mei 1999, tegelijkertijd met de rest van het park, en staat in het teken van het tekenfilmfiguur Popeye. Popeye & Bluto's Bilge-Rat Barges is de eerste rapid river van alle parken van Universal Studios en was tot 2010 tevens de enige van alle Universal parken.
Het traject telt een aantal stroomversnellingen waarlangs diverse watervallen en waterkanonnen opgesteld staan. Halverwege de rit vaart de boot door een kunstmatig aangelegde tunnel. In de tunnel zijn een aantal personages uit de tekenfilmseries van Popeye te vinden. Hierna volgt een optakeling. De optakeling is gedecoreerd naar een wasstraat. Er hangen zoal borstels en waterkanonnen die in de boten water spuiten.

## Afbeeldingen

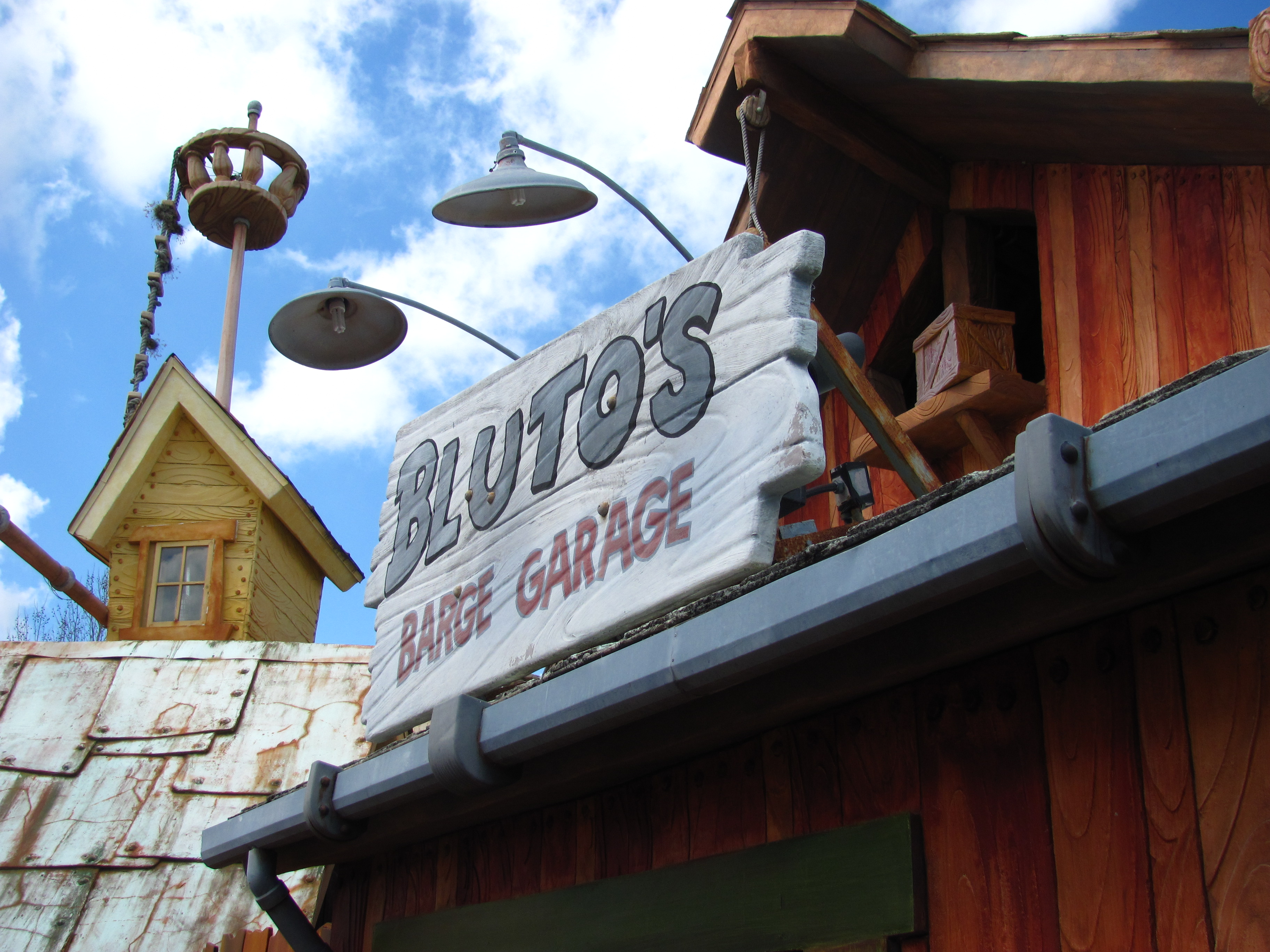
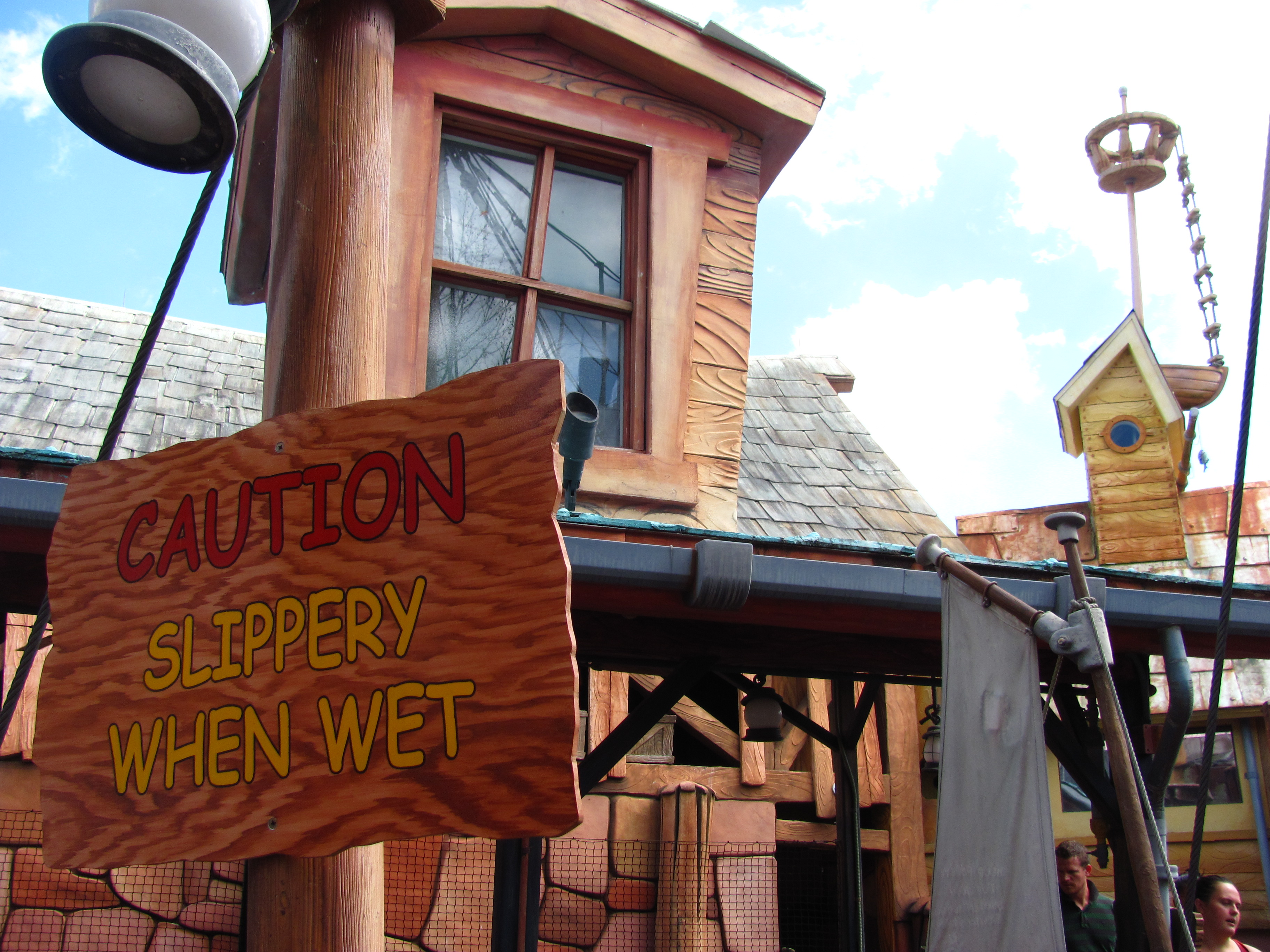
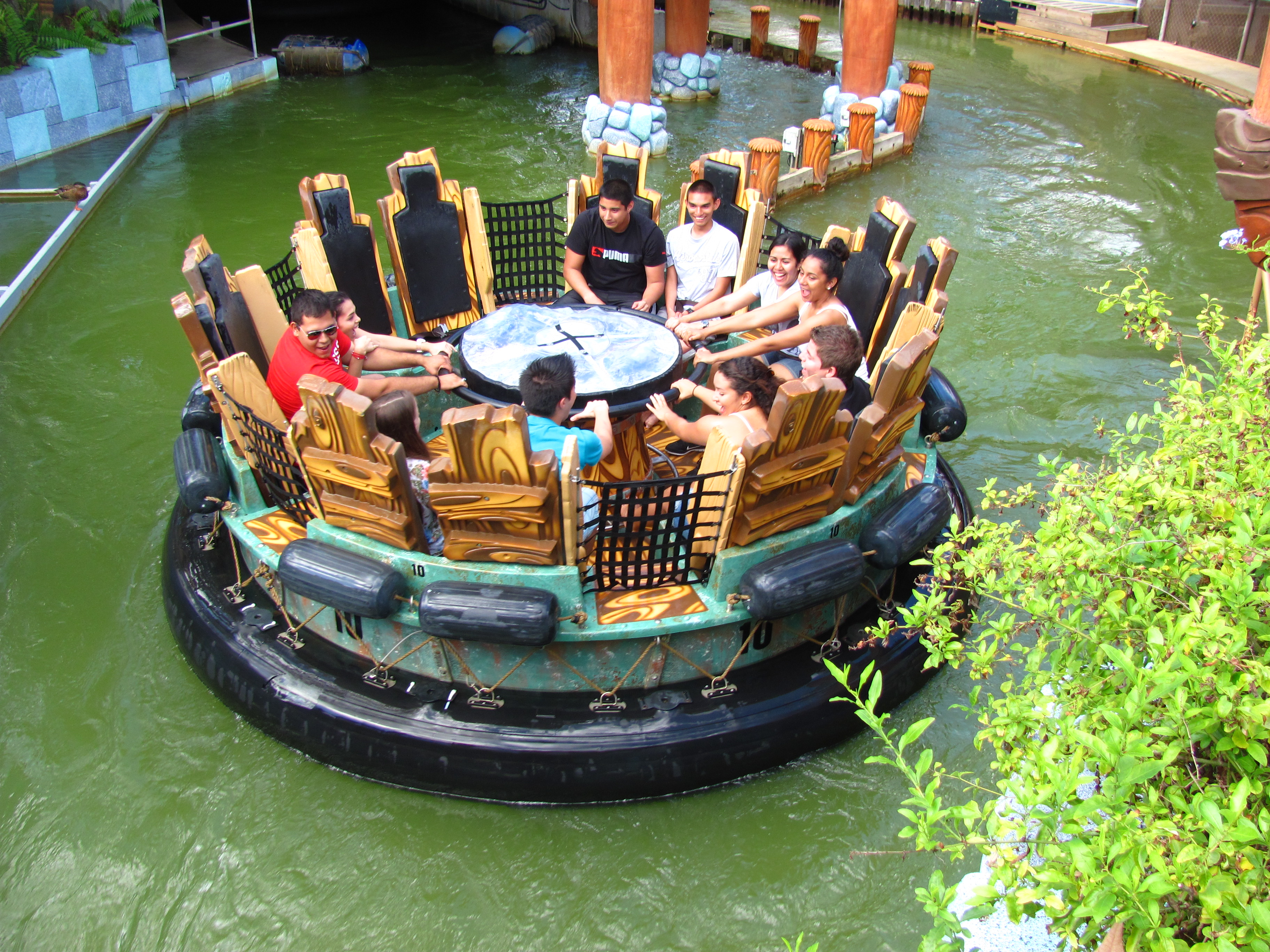
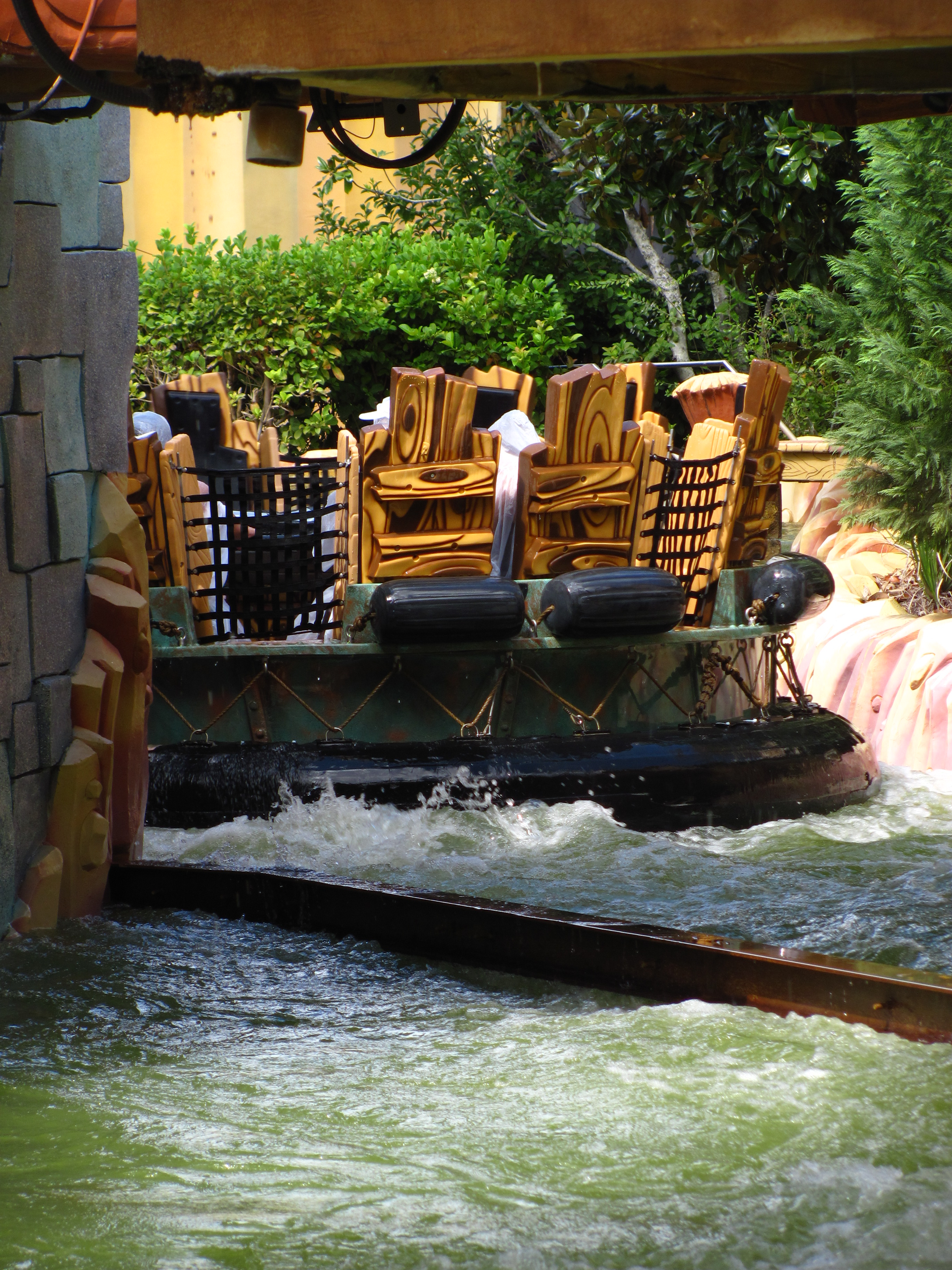
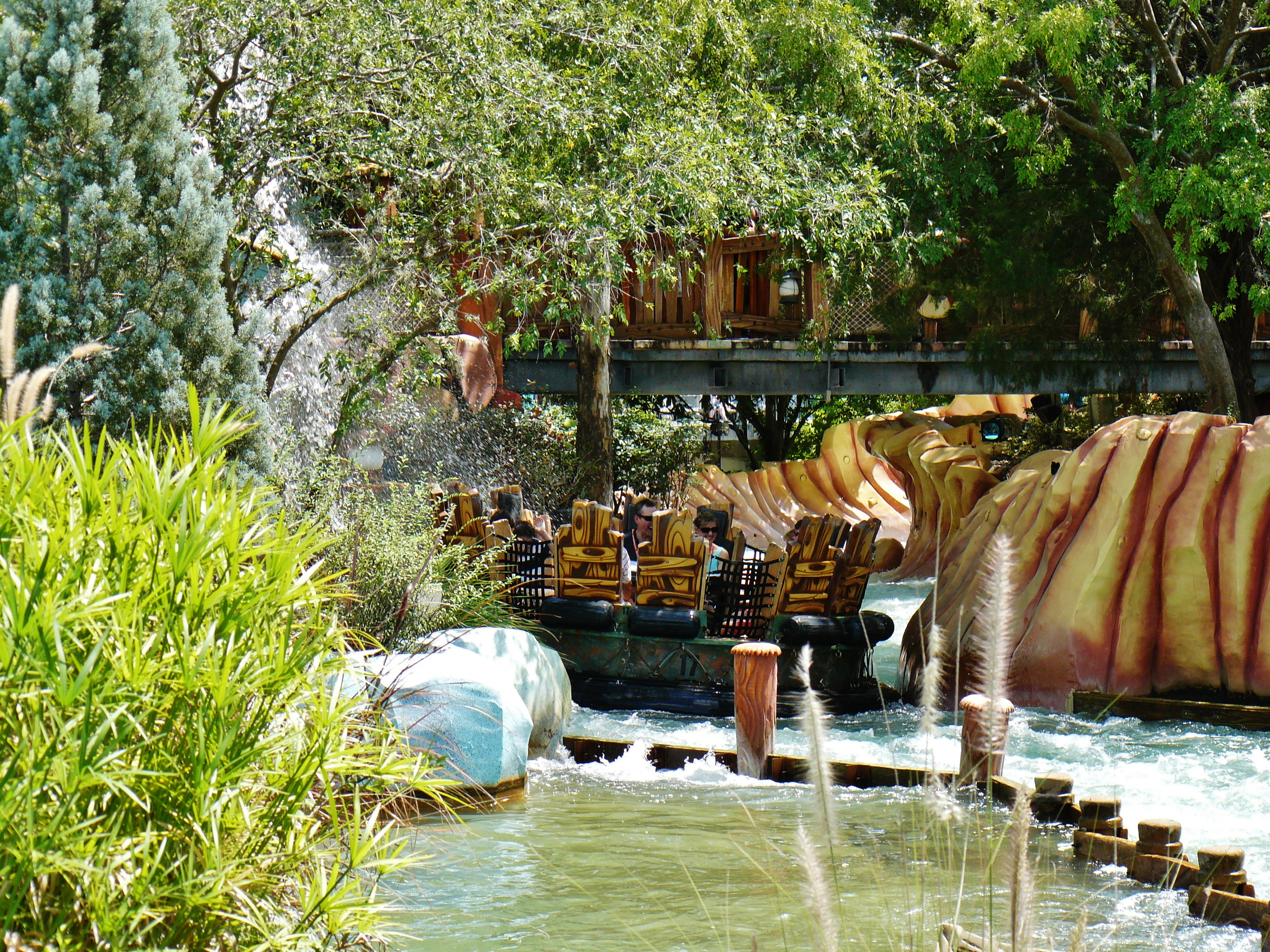